# Foucaultovo njihalo
Foucaultovo njihalo je jedan od najpoznatijih fizikalnih pokusa koji zorno dokazuje da se Zemlja vrti oko svoje osi, a prvi je izgradio fizičar Léon Foucault 1851. Prvo Foucaultovo njihalo se sastojalo od 28 kilograma teške olovne kugle obložene mjedom, obješene na nit koja je bila duga 67 metara (period njihanja je iznosio 17 sekundi), unutar kupole Panteona u Parizu. Na donjem kraju kugle nalazila se pisaljka koja je pisala tragove njihala na ploči posutoj pijeskom. Iz zakreta tragova utvrđeno je da se zakreće ravnina njihala kao posljedica vrtnje Zemlje oko svoje osi. Na zemljopisnoj širini u Parizu, predviđen i promatran pomak bio je oko 11° (u smjeru kazaljke na satu) na sat, tako da je trebalo 32.7 sati da Foucaultovo njihalo napravi puni krug. Foucaultova njihala sada se njišu po muzejima po cijelom svijetu. I zgrada UN-a (Ujedinjeni narodi) u New Yorku ima jedno Foucaultovo njihalo. Na Sjevernom ili Južnom polu bi ravan njihanja napravila puni krug za 24 sata, na 45° zemljopisne širine za oko 34 sati, a na ekvatoru bi mirovala.
Foucaultov pokus nudi mogućnost opažanja rotacije Zemlje oko svoje osi i bez proučavanja gibanja ostalih nebeskih tijela, i to pomoću rezultata Newtonove mehanike: s obzirom na to da se rotira, promatrač na Zemlji nije u takozvanom inercijalnom sustavu, već u sustavu koji ubrzava. A u takvom sustavu se javljaju neinercijalne sile, a tipičan primjer jest centrifugalna sila, svojstvena za rotirajuće sustave. Osim te sile, u sustavu koji se vrti jednolikom brzinom javlja se još jedna sila, koja je razmjerna (proporcionalna) brzini kojom se tijelo giba u tom rotirajućem sustavu. Smjer te sile je okomit na ravninu koju tvore os rotacije sustava i vektor brzine tijela. Ta se sila zove Coriolisova sila ili Coriolisov učinak. Ako zanjišemo uteg (klatno)obješen na nit, s obzirom na to da tijelo ima neku brzinu, osim centrifugalne sile javit će se i Coriolisova sila, i to okomito na ravninu gibanja (njihanja) tijela. A to onda znači da će se ravnina njihanja zakretati. I sve to samo zato što se Zemlja vrti oko svoje osi.
Kada je Foucaultovo njihalo ovješeno na ekvatoru, ne dolazi do zakretanja ravnine njihanja. Za sve ostale zemljopisne širine, dolazi do zakretanja ravnine njihanja, ali uvijek sporije nego na polovima. Kutna brzina zakretanja ravnine njihanja ω (mjerena u stupnjevima u smjeru kazaljke na satu po sideričkom ili zvjezdanom danu) je razmjerna sinusu kuta zemljopisne širine φ:
{\displaystyle \omega =360\sin \varphi \ ^{\circ }/\mathrm {dan} }
gdje se sjeverna i južna zemljopisna širina određuju kao pozitivne ili negativne. Na primjer, Foucaultovo njihalo ovješeno na 30° južne zemljopisne širine (- 30° S), promatrano iznad Sjevernog pola, će se zakrenuti cijeli krug (360°) obrnuto od kazaljke na satu, točno za 2 dana. Na Sjevernom ili Južnom polu bi ravan njihanja napravila puni krug za 24 sata. 

## Coriolisov učinak
Coriolisov učinak spada u prividne sile, kao i tromost. Djeluje na svako tijelo koje se kreće unutar rotirajućeg sustava. Prvi put ga je matematički opisao Gaspard Gustave Coriolis. Smjer Coriolisovog učinka okomit je na smjer kretanja tijela kao i na os rotacije određenog sustava. Snaga učinka proporcionalna je masi tijela koje se kreće, frekvenciji rotacije i projekciji vektora brzine na ravninu okomitu osi rotacije. Ako su smjer kretanja i os rotacije paralelni, učinak je ravan nuli.
Pojednostavljeno, sve točke na Zemlji u roku od 24 sata prijeđu puni krug. Kako se ti krugovi, krećući od polova prema ekvatoru, povećavaju, tako su i putanje tih točaka sve duže, pa tako i brzina njihovog kretanja. U meteorologiji i fizikalnoj oceanografiji Coriolisov učinak ima vrlo važnu ulogu. Zbog rotiranja Zemlje zračne i vodene mase kreću se unutar rotirajućeg sustava. Posljedica Coriolisovog učinka je da te mase na sjevernoj polutci skreću udesno, što se odnosi i na kretanje visokog odnosno niskog atmosferskog tlaka, dok su ova kretanja na južnoj polutci obrnuta. Temperaturna razlika stvara razliku u tlakovima što uzrokuje pomicanje zračnih masa. Topli zrak zagrijan oko ekvatora diže se u visinu sve do oko 10 kilometara, a istovremeno putuje prema polovima. Kada zemlja ne bi rotirala topao zrak bi jednostavno samo došao do polova, ohladio se, potonuo i krenuo nazad prema ekvatoru. Budući da zemlja rotira na vjetar utječe i Coriolisov učinak. Ovaj učinak ima odraz na čitav niz drugih pojava, a pogotovo u ljudskim aktivnostima kao što je balistika i slično.